# Canadian Singles Chart
The Canadian Singles Chart es una recopilación de los sencillos más vendidos realizada por Nielsen SoundScan, la compañía estadounidense de seguimiento de ventas de música. La tabla se compila todos los miércoles y es publicada por Jam! y, los jueves por Canadian Online Explorer.

## Historia
En noviembre de 1996, Nielsen comenzó a compilar las tablas con las ventas de sencillos, anteriormente, las cifras de ventas eran proporcionadas por The Record, basándose en una muestra tomada desde los minoristas. 
Originalmente, cuando comenzó la compilación de esta lista en 1996, presentaba 200 puestos (con el Top 50 publicado en Jam!). Sin embargo, debido al reducido mercado de sencillos en Canadá, en la actualizada solo las 10 primeras posiciones aparecen en el cuadro de SoundScan (la empresa tiene una política de que se deben vender al menos 10 copias para hacer su ranking).
Desde principios de la década de 1990, las ventas de sencillos en Canadá han disminuido drásticamente, y la mayoría de las canciones no estaban disponibles comercialmente. Como resultado, el conteo rara vez reflejaba los hábitos de escucha de los canadienses. El ejemplo más notorio fue el sencillo tributo a la princesa Diana, realizado por Elton John, «Candle in the Wind» / «Something About the Way You Look Tonight» se mantuvo en el Top 20 de la lista durante tres años. 
En 2004, las ventas en Canadá disminuyeron aún más, debido a la creciente popularidad de la descarga digital de música. Como resultado, las ventas de sencillos en Canadá no han sido tan sustanciales como antes en la década de 1990 y principios de 2000, y los sencillos permanecieron en los conteos por períodos aún más largos. En 2006, la mayoría de los sencillos número uno canadienses vendieron menos de 200 copias.
La revista Billboard presentó su propio conteo de sencillos para Canadá el 7 de junio de 2007. Recibió el nombre de Canadian Hot 100. Se basa en datos de ventas individuales de descarga digital de Nielsen SoundScan y niveles de audiencia de Nielsen BDS.

## Otros conteos de Canadá
- RPM Magazine - Realizó los conteos de sencillos entre 1964 y 2000.
- CRIA - Ranking Top 50 (desde septiembre de 1977 a 1980).[6]
- CBC - comenzó en 1980.
- Canadian Hot 100 - Ranking de sencillos desde 2007 hasta la actualidad.

## Más información
- The Canadian Singles Chart Book – Music Data Canada (en inglés). Agosto de 1996. ISBN 1-896594-09-3.
- Top 40 Hits: The Essential Chart Guide – Music Data Canada (en inglés). septiembre de 1999. p. 384. ISBN 1-896594-13-1.

- Datos: Q1418776